# Герман Гогебак
Герман Гогебак (нім. Hermann Hogeback; нар. 25 серпня 1914, Ідар-Оберштайн, Ольденбург — пом. 15 лютого 2004, Детлінген, Нижня Саксонія) — німецький військовий льотчик-ас бомбардувальників He 111 та Ju 88 за часів Третього Рейху. Командир 6-ї бомбардувальної ескадри, оберст-лейтенант (1944) Люфтваффе. Один зі 160 кавалерів Лицарського хреста з Дубовим листям та мечами (1945).

## Біографія
Герман Гогебак народився 25 серпня 1914 року в містечку Ідар-Оберштайн в ексклаві Біркенфельд Великого герцогства Ольденбург у родині податкового інспектора. З літа 1921 його родина жила в Мюнстері.
Військова кар'єра
- 1 липня 1934 — солдат
- 1936 — лейтенант
- 1941 — оберлейтенант
- 1 жовтня 1941 — гауптман
- 1 травня 1943 — майор
- 1 травня 1944 — оберстлейтенант

1 липня 1934 року після закінчення гімназії Герман Гогебак був призваний на військову службу і потрапив до 9-го взводу 15-го піхотного полку (нім. Infantieregiment 15) 5-ї дивізії Рейхсверу, який був розквартирований в Касселі. Через рік Гогебак, як і багато його ровесників, добровольцем вступив до Люфтваффе. Після завершення льотної підготовки в Нойруппіні, Людвіґслусті в лавах спеціалізованих курсів німецької Люфтганзи, він був призначений до складу 3-ї групи ескадри «Грейфсвальд» (нім. III./Lehrgeschwader Greifswald) під командуванням оберст-лейтенанта Ганса Зайдемана, сформованої 1 квітня 1937 року. У складі цієї авіагрупи остаточно і завершилося його програма підготовки професійного пілота, й 1 травня 1938 року він був переведений до 2-ї групи 355-ї бомбардувальної ескадри (нім. II./Kampfgeschwader 355), а з 1 вересня 1938 — до 253-ї бомбардувальної групи.

### Іспанія
Невдовзі після отримання звання лейтенанта Герман Гогебак записався добровольцем до Легіону «Кондор», що збирався на Громадянську війну до Іспанії битися на боці іспанських націоналістів. Бойовий досвід Гогебак здобув 13 вересня 1938 року в ході першого ж бойового вильоту 88-ї бойової групи. При цьому його бойове хрещення було доволі жорстким. Бомбардувальник Гогебака He 111, що атакував позиції республіканців поблизу Мора-д'Ебра під час битви на Ебро, був підбитий зенітною артилерією республіканців і загорівся. Один двигун вийшов з ладу. Гогебак, який отримав поранення, все ж зміг розгорнути палаючий «Хейнкель», сподіваючись «дотягнути» до аеродрому Сарагоси, зайнятої військами Франко. Однак це йому не вдалося і літак здійснив вимушену посадку на нейтральній території. Сильний вогонь з обох сторін виключав можливість потрапляння екіпажу в полон республіканцям, а також і будь-які спроби його прорватися до позицій франкістів. Тільки вночі кілька марокканців змогли доставити важко пораненого Гогебака і його екіпаж на свою територію.
Провівши у шпиталі два місяці, Гогебак продовжив бойові вильоти. Всього у складі «Легіону Кондор» він здійснив понад 100 бойових вильотів і після повернення в червні 1939 був нагороджений Золотим Іспанським хрестом з мечами.

### Друга світова війна
З початком Другої світової війни 1 вересня 1939 року лейтенант Гогебак у лавах III./LG 1 на своєму бомбардувальнику He 111 брав участь в окупації Польщі, потім, у квітні-червні 1940, у бойових діях в Норвегії і у Франції. У червні 1940 його група була переозброєна більш швидкісними і сучасними Ю-88А.
У серпні-грудні 1940 року в ході битви за Британію Гогебак взяв участь у 28 нальотах на Лондон.
У грудні 1940 року III./LG 1 була перекинута з Франції з аеродрому Шатоден у 46 км на північний захід від Орлеана на Сицилію на аеродром в Катанії. 20 січня 1941 року Гогебак призначений командиром штаффеля (ескадрильї) 8./LG 1. Протягом наступних місяців «Юнкерси» авіаційної групи німців виконували нальоти на Мальту, атакували кораблі та судна союзників у Середземному морі, і літак Гогебак потопив поблизу острова Мальта транспорт тоннажем близько 10 тис. брт. У квітні-травні 1941 року III.(Kampf)/LG 1 брала участь в авіаційній підтримки окупації Югославії та Греції німецьким Вермахтом, а потім і в боях у Північній Африці.
У липні 1941 року в ході одного з розвідувальних вильотів над Середземним морем, бомбардувальник Ju-88 Гогебака був атакований 12 британськими винищувачами «Спітфайр»; але стрілець-радист фельдфебель Віллі Ленерт збив два з дванадцяті ворожих літаків і ті відступили. Ще під час одного з вильотів німецький бомбардувальник був підбитий зенітним вогнем і, ледве «дотягнувши» до позицій своїх військ, здійснив вимушену посадку «на черево». Літак був настільки сильно пошкоджений, що аніяка мова про його відновлення не велася. Здавалося, що Гогебак і його екіпаж «застрягнуть» в Африці на невизначений час. Однак вони дізналися, що недалеко стоїть ще один «Юнкерс». У нього були пошкоджені двигуни, а оскільки запасних частин для їх ремонту не було, то літак повинні були підірвати. Оглянувши літак, екіпаж Гогебака зміг на швидку руку привести його до ладу й потім «дотягнути» на ньому спочатку до Криту, а потім і до Греції, де тоді базувалася III./LG1.
У серпні 1941 року льотчики на чолі з Гогебаком підтримували німецькі танки, що брали участь у боях в районі Ес-Шаллума. Потім вони атакували портові споруди в Тобруку. 8 вересня 1941 року за 163 бойових вильоти Герман Гогебак був нагороджений Лицарським хрестом. Нагороду в лівійській Дерні особисто вручив командувач Авіаційного командування «Африка» генерал авіації Штефан Фрохліх
У квітні 1942 III.(Kampf)/LG 1 була перекинута на аеродром Євпаторії в Криму і брала участь у боях за Севастополь. У липні 1942 року Гогебак був призначений командиром III./LG 1 замість гауптмана Карла-Фрідріха Кнуста.
1 вересня 1942 року авіаційна група III.(Kampf)/LG 1 була перейменована на III./KG6. У листопаді вона була перекинута до Франції на аеродром Розьєр, де включена до складу угруповання бомбардувальної авіації, що залучалося до нальотів на Англію. Тепер це було ще більш небезпечною справою, ніж колись у ході «битви за Англію». Британська протиповітряна оборона значно посилилася і в плані технічного оснащення стала набагато краще. Якщо пілот «Юнкерсу» хотів вижити під час атаки чергової цілі, то він повинен був летіти по прямій не більше двох хвилин. В іншому випадку літак відразу ж збивався вогнем англійської зенітної артилерії.
20 лютого 1943 гауптман Гогебак після 416 бойових вильотів був нагороджений дубовим листям до Лицарського хреста (Nr. 192). На початку березня нагороду йому та гауптману Ервіну Фішеру, пілоту розвідувальної авіації 121-ї групи вручав особисто у Вольфшанце Адольф Гітлер.
1 травня 1943 йому було присвоєно звання майора, 12 серпня 1943 р. він був призначений командиром KG6, змінивши на цій посаді оберста Вальтера Шторпа. Замість же Гогебака командиром III./KG6 був призначений командир 8./KG6 гауптман Рудольф Пухінгер.
31 грудня 1943 Лицарським Хрестом був нагороджений борт-стрілець Гогебака обер-фельдфебель Гюнтер Гласнер. Він став єдиним борт-стрільцем у бомбардувальної авіації, який отримав цю нагороду. 5 квітня 1944 після 300 бойових вильотів Лицарський Хрест був вручений вже третьому члену екіпажу Гогебака — обер-фельдфебелю Вільгельму Лехнерту.
У жовтні 1944 року командування Люфтваффе вирішило переформувати KG6 з бомбардувальної на винищувальну ескадру. Вона отримала позначення KG (J) 6, і її пілоти почали освоювати Bf-109G. Весни 1945 року штаб ескадри і III./KG (J) 6 здали свої Junkers Ju 88 і Junkers Ju 188 в інші бомбардувальні частини, а їх у Празі переоснастили на Ме-262А.
Командир ескадри Гогебак продовжував літати на Ju-188E. 9 січня 1945 після 337 бойових вильотів Лицарським Хрестом був нагороджений четвертий член його екіпажу — штурман обер-фельдфебель Вільгельм Діпбергер. І екіпаж Гогебака став єдиним екіпажем бомбардувальної авіації, всі члени якого були кавалерами Лицарського хреста. А 26 січня 1945 сам оберст-лейтенант Гогебак був нагороджений мечами до Лицарського хреста (Nr. 12).
У квітні 1945 було сформовано «Бойове командування Гогебак» (нім. Gefechtsverband Hogeback). До його складу, крім KG (J) 6, також частково увійшли KG (J) 51, I./KG(J)54 і II./KG(J)54, JG1 і JG7. Свої останні бойові вильоти оберст-лейтенант Гогебак здійснив наприкінці квітня. 8 травня 1945 він разом із залишками своєї ескадри здався в Граці в полон американським військам. Утримувався в таборі для військовополонених поблизу Лондона та у французькому Сент-Мер-Егліз до вересня 1945 року.
Після звільнення з полону Гогебак повернувся до Мюнстера і зайнявся автомобільним бізнесом.
Герман Гогебак помер 15 лютого 2004 року в Детлінгені в Нижній Саксонії та був похований з військовою шаною.

## Нагороди
- Нагрудний знак пілота
- Медаль «За вислугу років у Вермахті» 4-го класу (4 роки)
- Медаль «За Іспанську кампанію» (Іспанія)
- Військова медаль (Іспанія)
- Нагрудний знак «За поранення легіону Кондор» в чорному
- Іспанський хрест в золоті з мечами (6 червня 1939)
- Залізний хрест
  - 2-го класу (20 травня 1940)
  - 1-го класу (26 вересня 1940)
- Лицарський хрест Залізного хреста з дубовим листям і мечами
  - Лицарський хрест (8 вересня 1941)
  - Дубове листя (№192; 19 лютого 1943)
  - Мечі (№125; 26 січня 1945)
- Кримський щит
- Нагрудний знак «За поранення» в чорному
- Комбінований Знак Пілот-Спостерігач
- Німецький хрест в золоті (24 вересня 1942)
- Нарукавна стрічка «Африка»
- Нагрудний знак пілота (Італія)
- Авіаційна планка бомбардувальника в золоті з підвіскою «500»